# Jakob Magnus Sprengtporten
Jakob Magnus Sprengtporten (Tobolsk, 11 décembre 1727-Biskopsudden (sv), 2 avril 1786), est un homme politique et officier finlandais.

## Biographie
Il entre à 12 ans dans l'armée et participe à la Guerre de Sept Ans. Il s'y fait remarquer, obtient à la fin de la guerre le grade de lieutenant-colonel ainsi qu'une pension et la réputation d'être le plus habile officier en service.
Le 22 juillet 1772 Sprengtporten quitte Stockholm et arrive le 9 août à Helsingfors. Le 16 août, il soumet la forteresse de Sveaborg puis celle de Helsingfors. Une semaine plus tard, toute la Finlande tombe sous son contrôle. Il est prêt le 23 août à repartir avec ses 780 hommes, mais les vents contraires le retiennent.
À son retour en Suède, il est reçu avec la plus grande distinction et fait lieutenant-général et colonel des gardes. Il est aussi nommé président d'une commission pour renforcer les défenses de la Finlande. Mais Sprengtporten, insatisfait, ne peut pardonner à Gustave III de l'avoir devancé dans la révolution. Sa première querelle avec Gustave commence en 1774 lorsqu'il refuse d'accepter le poste de commandant en chef en Finlande à la veille de la menace de la guerre par la Russie impériale. Estimé par le roi, celui-ci se résouts difficilement à le blâmer malgré plusieurs actes d'insolences. 
Finalement, à la suite d'insultes envers ses propres gardes, Sprengtporten donne sa démission et un entretien avec le roi s'avère si violent et insolent qu'un accord entre eux devient totalement impossible. Il reçoit malgré tout une pension de retraite et garde le privilège extraordinaire d'avoir une garde d'honneur jusqu'à la fin de sa vie.